# Alpes de Stubai
Les Alpes de Stubai (allemand : Stubaier Alpen) ou Alpes breonies occidentales (italien : Alpi Breonie di Ponente) sont un massif  des Alpes orientales centrales. Elles s'élèvent entre l'Autriche (Tyrol) et l'Italie (province de Bolzano), sur la rive droite de l'Ötztal, une vallée latérale de l'Inn au sud-ouest d'Innsbruck. Une autre vallée, la vallée de Stubai ou Stubaital, qui s'écoule au cœur du massif vers l'est, lui donne son nom.
Elles appartiennent aux Alpes atésines.
Le Zuckerhütl est le point culminant du massif.

## Géographie

### Situation
Le massif est entouré des Alpes de Tux à l'est, des Alpes de Zillertal au sud-est, des Alpes de Sarntal au sud, des Alpes de l'Ötztal à l'ouest, du Wetterstein et des Karwendel au nord.

### Sommets principaux

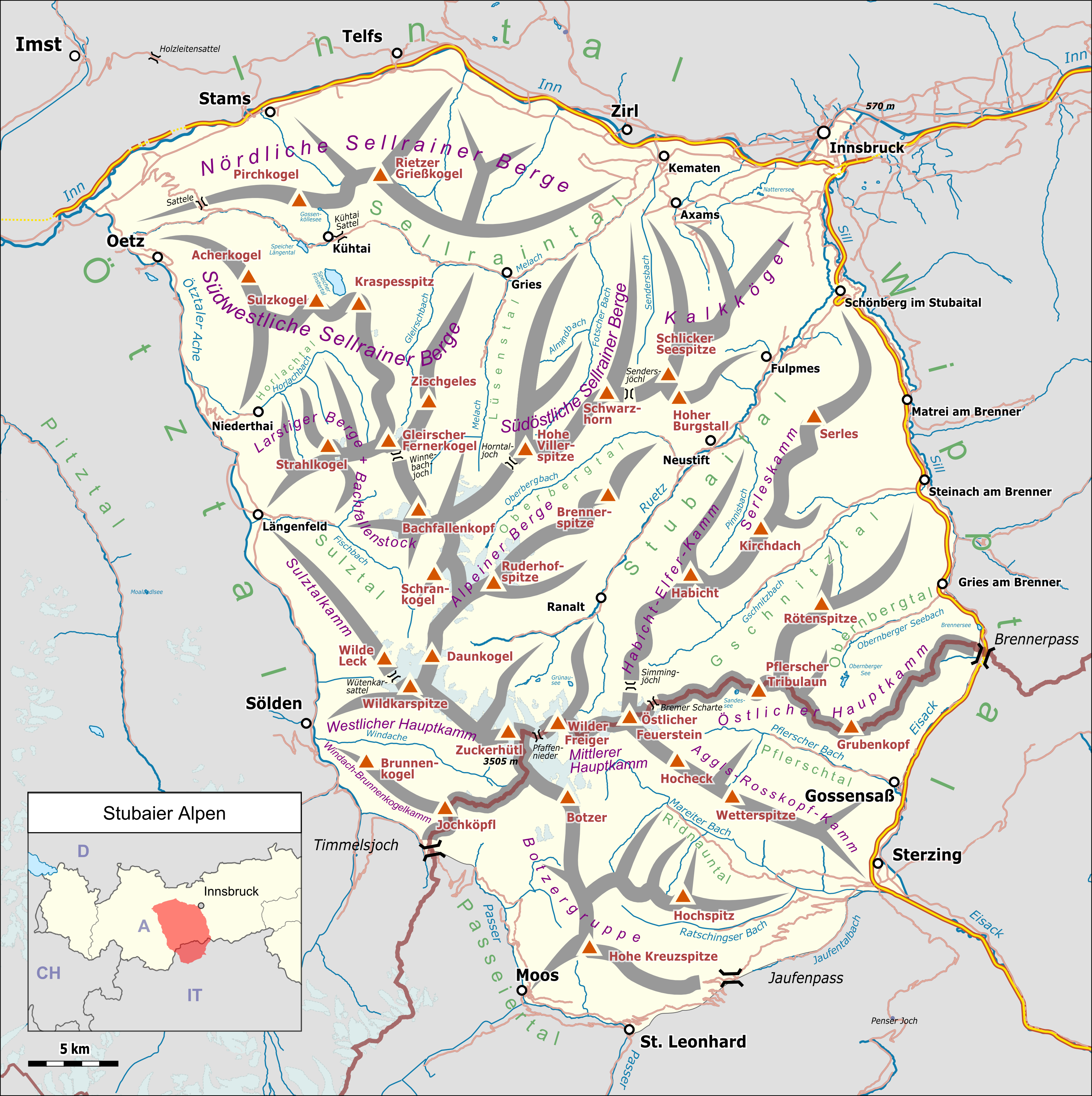
Carte des Alpes de Stubai.

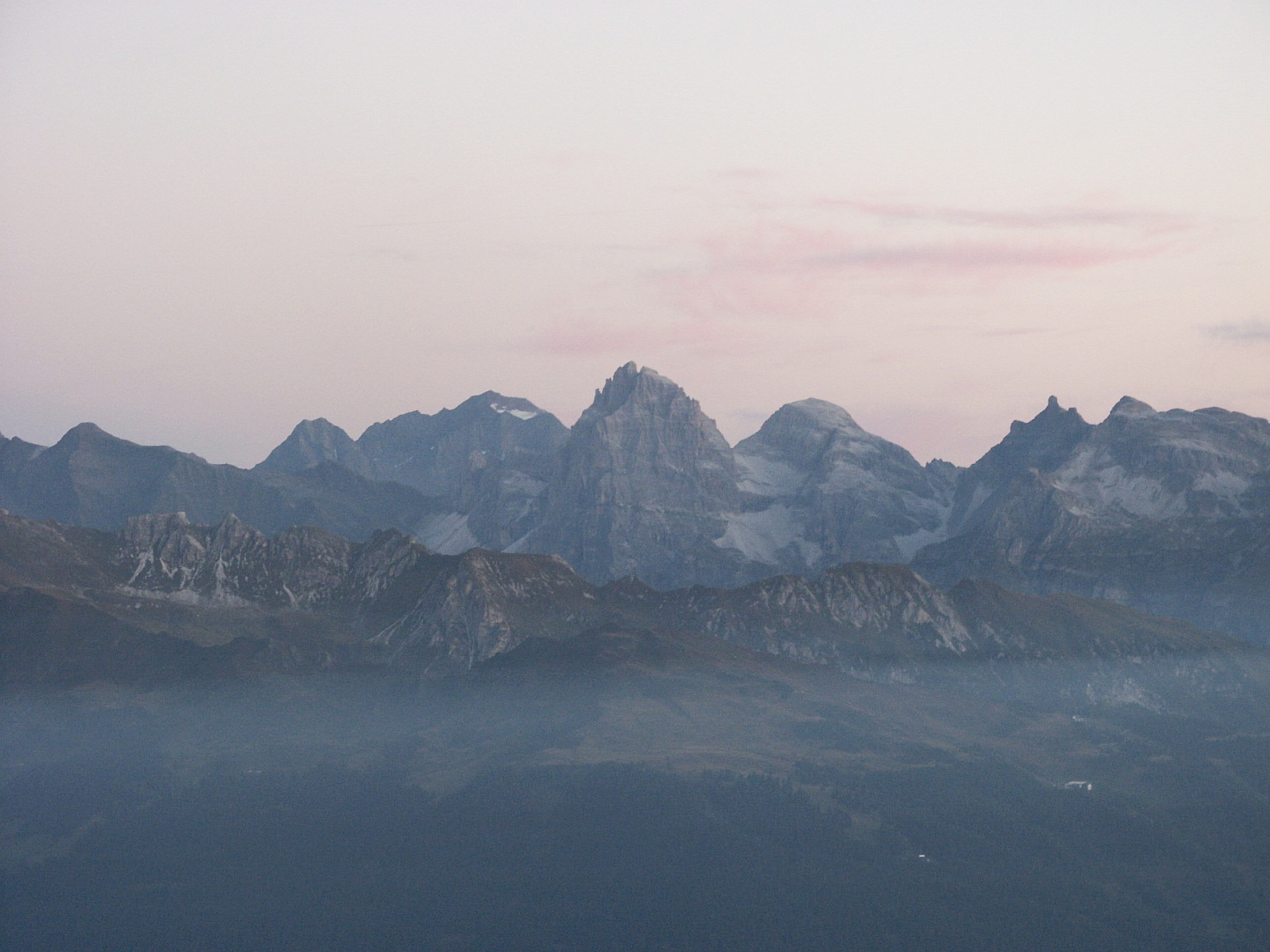
Paysage des Alpes de Stubai.

## Géologie
Les Alpes de Stubai sont composées principalement de gneiss, mais on trouve également du calcaire à l'est sur certains sommets.

## Activités

### Stations de sports d'hiver
- Axams
- Brennero
- Fulpmes
- Gries am Brenner
- Mieders
- Mutters
- Neustift im Stubaital
- Oberperfuss
- Oetz
- Racines
- Silz
- Steinach am Brenner
- Vipiteno